# Doroneuria baumanni
Doroneuria baumanni és una espècie d'insecte plecòpter pertanyent a la família dels pèrlids.

## Alimentació
És un depredador que menja d'altres insectes aquàtics (sobretot, mosquits, mosques negres i efímeres petites).

## Depredadors
És depredat per Oncorhynchus clarkii.

## Hàbitat
En el seu estadi immadur és aquàtic i viu a l'aigua dolça, mentre que com a adult és terrestre i volador.

## Distribució geogràfica
Es troba a Nord-amèrica: el Canadà (la Colúmbia Britànica) i els Estats Units (Califòrnia, Montana, Nevada, Oregon i Washington).